# きっと、またあえる
『きっと、またあえる』（Chhichhore）は、2019年に公開されたインドのコメディドラマ映画。ニテーシュ・ティワーリーが監督を務め、スシャント・シン・ラージプート、シュラッダー・カプールが主要キャストとして出演している。2019年9月6日に公開され、ディレクションや俳優の演技、社会的メッセージ及び大学生活の描写が批評家から高い評価を受け、興行的にも成功を収めた。第65回フィルムフェア賞では5つの賞にノミネートされている。

## ストーリー
ボンベイ工科大学出身のアニは息子ラーガヴと暮らしており、ラーガヴも父と同様にボンベイ工科大学への入学を目指していた。アニは合格祝いのためのシャンパンを用意してラーガヴを励ますが、ラーガヴにとっては父の行動は合格に対するプレッシャーとして受け取られていた。翌日、友人と合格発表を見ていたラーガヴは自分が不合格だったことを知り、絶望して飛び降り自殺を図って病院に運ばれる。病院に駆け付けたアニは、同じく連絡を受けて駆け付けた元妻マヤから、ラーガヴにプレッシャーをかけ過ぎていたことを責められる。手術を受けたラーガヴは一命を取り留めるが、医師からは「生きようとする気力」の欠けているラーガヴの容態は芳しくないことを告げられる。アニはラーガヴの気力を取り戻すため大学時代の親友たちを呼び集め、彼に「負け犬」と呼ばれていた大学時代の物語を聞かせる。
1992年。ボンベイ工科大学に入学したアニは、学生生活の拠点となる学生寮として「H4」の部屋を割り当てられる。H4は大学で開催される競技大会ゼネラル・チャンピオンシップ（GC）で万年最下位の劣等寮であり、そのため「負け犬」と呼ばれていた。アニは寮生活を送る中で個性的な寮生たち（セックスにしか興味のないセクサ、悪態ばかりつくアシッド、マザコンのマミー、大酒飲みのへべれけ）と出会い親友となり、同時に学生たちのマドンナ的存在だったマヤと付き合うようになる。入学から2か月後、GCの優勝常連寮「H3」のリーダー格ラギーはGCに備えるため、スポーツ万能のアニをH3に引き抜こうとする。しかし、親友たちとの生活を満喫していたアニはラギーの誘いを断ってしまう。その直後、アニはかつてラギーの誘いを断りH4の兄貴分になっていた最上級生デレクと出会い、彼と共にGCで優勝して「負け犬」の汚名を返上しようと奮起する。
アニとデレクは寮生の中から出場選手を選抜するが、H4の寮生たちはスポーツが苦手な者ばかりで、さらに優勝への意欲も欠けていた。アニは寮生たちのやる気を起こさせるため、それぞれが大事にしているものを断つように提案し、彼自身もマヤとの関りを断ってしまう。しかし、H4はGCで負け続けた挙句、断酒していたへべれけが禁断症状を起こして入院してしまう。アニは断酒を止めるように伝えるが、へべれけは親友たちのために断酒を続けてきたことを告げる。アニはGC優勝を目指して新たな作戦（応援団を組織して相手チームにプレッシャーをかける、マヤに協力を依頼しての色仕掛け、ファウルを演出して強豪選手を退場させる、出場チームのいない競技にエントリーして不戦勝を狙う）を実行してポイントを稼ぎ、H3との差を縮めていく。優勝がかかったリレー、チェス、バスケットボール決勝戦の日を迎え、ラギーは妨害工作を行いH4を不利な状況に追い込むが、デレクとへべれけの活躍でリレーとチェスはH4が優勝する。バスケットボール決勝戦はH4がH3を追い詰め、アニはスリーポイントを決めて逆転を狙うが、ゴールを外して優勝を逃してしまう。優勝を逃したアニたちは落胆するが、ラギーはH4の健闘を称えて彼らを賞賛する。
物語を話し終えたアニは、勝敗に関わらず戦いに全力で挑んだことで「負け犬」の汚名を返上したこと、結果よりも努力することの重要さをラーガヴに伝える。父の話を聞き終えたラーガヴはかつての「負け犬」たちに見送られて再手術を受け、回復したラーガヴは1年後に大学入学を果たす。ラーガヴは勝敗にこだわらない人生を選択し、「自分がどんな学部に入ったのかは尋ねないで欲しい」と語りかけ、物語は終わる。

## キャスト
- アニルッド・パタク（アニ） - スシャント・シン・ラージプート
- マヤ・シャルマ・パタク - シュラッダー・カプール
- ラーガヴ・パタク - ムハンマド・サマド（英語版）
- グルミート・シン・ディロン（セクサ） - ヴァルン・シャルマ
- デレク・デソウザ - ターヒル・ラージ・バシン
- ヒマンシュ・デーシュムク（アシッド） - ナヴィーン・ポリシェッティ
- スンダル・スリヴァスタヴァ（マミー） - トゥシャール・パーンデー
- サヒール・アワスティ（へべれけ） - サハルシュ・クマール・シュクラ
- ラグヴィール・チャルカル（ラギー） - プラティーク・バッバル
- ヴェンカテーシュ（ヴェンキー） - アビシェーク・ジョゼフ・ジョージ（英語版）
- パンドゥ - ナルニーシュ・ニール
- アビマニュ・ラトーレ（モヤシ） - ランジャン・ラージ
- ドゥライ・ピトロダ - ラズィーヤ・スルタナ
- セクサの父 - アダルシュ・ガウタム
- マミーの父 - サンジャイ・ゴーラディア
- スミット・デーヴ・カースベーカル医師 - シシル・シャルマ（英語版）
- 入寮受付係 - サーナンド・ヴァルマー（英語版）

## 製作

### 撮影

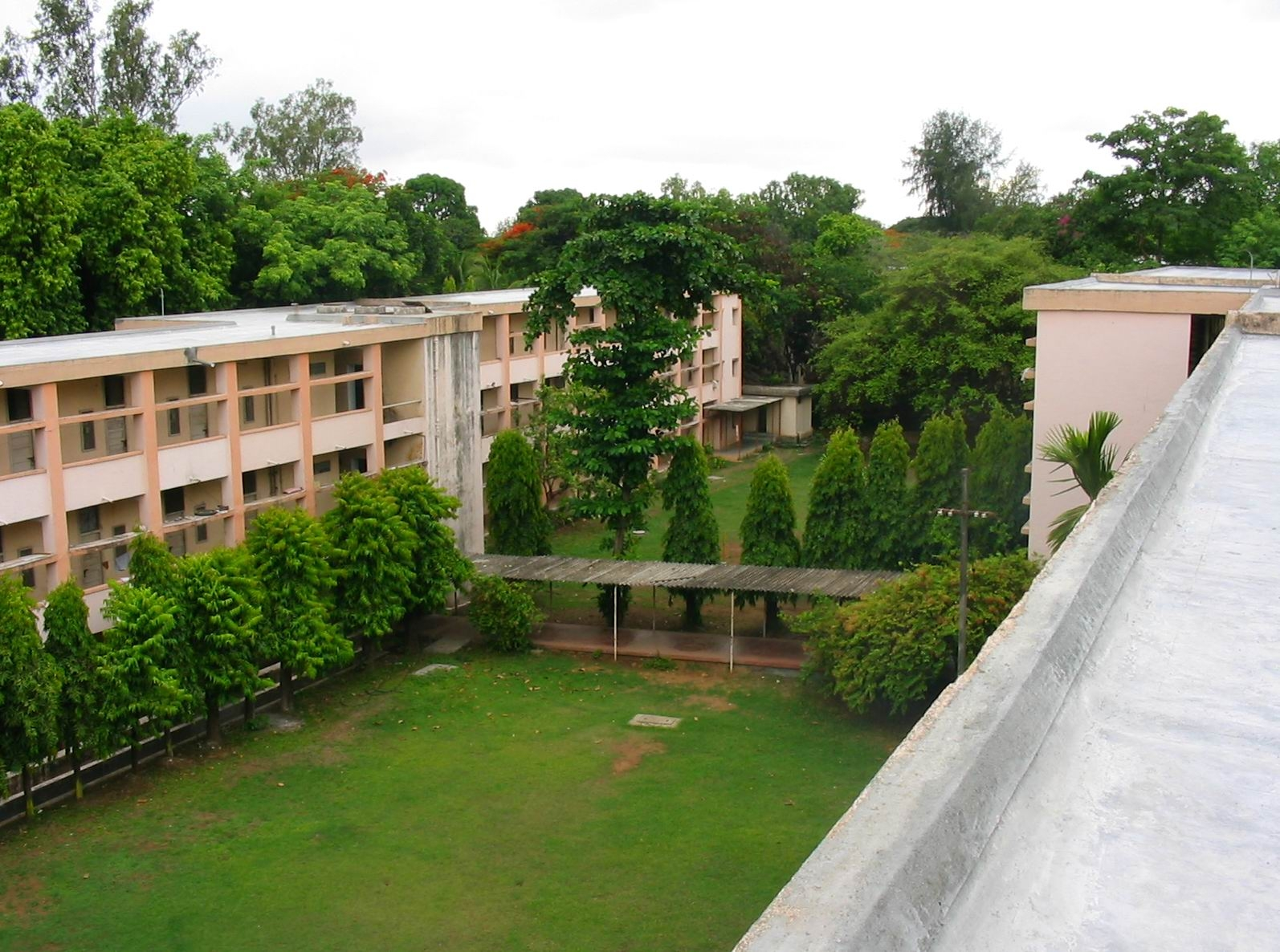
インド工科大学ボンベイ校の学生寮

ニテーシュ・ティワーリーは『ダンガル きっと、つよくなる』の製作前にサジード・ナディアドワーラーと『きっと、またあえる』の企画について話し合い、5本または6本の脚本を提示している。2人は『ダンガル きっと、つよくなる』の撮影終了後に『きっと、またあえる』の製作を開始した。主要キャストには30歳代前半の俳優が起用されている。2018年9月30日から撮影が始まり、10月30日に第1スケジュールの撮影が終了した。11月14日から第2スケジュールの撮影が始まり、12月15日に終了した。撮影の一部はニテーシュ・ティワーリーの母校インド工科大学ボンベイ校で行われた。主題歌の撮影には9000万ルピーの費用が投じられ、ボスコ＝シーザーが振付を手掛けた。シェーン・ニガムはマラヤーリの学生役として出演する予定だったが、『Kumbalangi Nights』の撮影スケジュールと重なっていたため降板した。

### 音楽
サウンドトラックの作曲はプリータム、作詞はアミターブ・バッタチャーリヤが手掛けている。
| #         | タイトル                   | 作詞      | 作曲・編曲 | 歌手 | 時間 |
| --------- | -------------------------- | --------- | ---------- | --- | ---- |
| 1.        | 「Woh Din」                |           |            | アリジット・シン | 4:18 |
| 2.        | 「Khairiyat」              |           |            | アリジット・シン | 4:40 |
| 3.        | 「Kal Ki Hi Baat Hai」     |           |            | KK | 4:00 |
| 4.        | 「Fikar Not」              |           |            | ナカーシュ・アズィーズ、デーヴ・ネーギ、アンターラー・ミトラ、アミット・ミシュラ、シュリーラーム・チャンドラ、アミターブ・バッタチャーリヤ | 3:09 |
| 5.        | 「Control」                |           |            | ナカーシュ・アズィーズ、マニーシュ・J・チプー、ギート・サガル、シュリーラーム・チャンドラ、アミターブ・バッタチャーリヤ                    | 3:36 |
| 6.        | 「Woh Din」(Film Version)  |           |            | トゥシャール・ジョーシー | 5:12 |
| 7.        | 「Khairiyat」(Bonus Track) |           |            | アリジット・シン | 4:30 |
| 合計時間: | 合計時間:                  | 合計時間: | 29:25      | |      |

## 公開
2019年2月に、5月30日発表予定の宣伝ポスターのメイキングビデオが公開され、主要キャストが映画の衣装を着た姿が明かされた。8月4日にはフォックス・スター・スタジオから予告編が公開され、9月6日にインドで劇場公開が始まった。11月1日にはホットスターからビデオ・オン・デマンド配信が開始した。
2021年1月に開催された第51回インド国際映画祭では、パノラマ部門に出品された。また、同月7日からは中国での公開が始まったが、同国でインド映画が上映されるのは、2020年中印国境紛争に伴う関係悪化によりインド映画の上映が事実上禁止されて以来、2年振りのことである。

## 評価

### 興行収入
公開初日の興行収入は6920万ルピーを記録し、オープニング週末には3億4770万ルピーの興行収入を記録している。公開第1週末の興行収入は6億6630万ルピーを記録し、国内最終興行収入は17億2640万ルピー、海外最終興行収入は3億1000万ルピーを記録している。
中国での興行収入は2億2520万ルピーと低調で、中国市場におけるインド映画歴代興行成績の最低記録を更新した。これはCOVID-19パンデミックによる観客動員数が減少する中、他の映画作品と競合したことが原因とされている。

### 批評

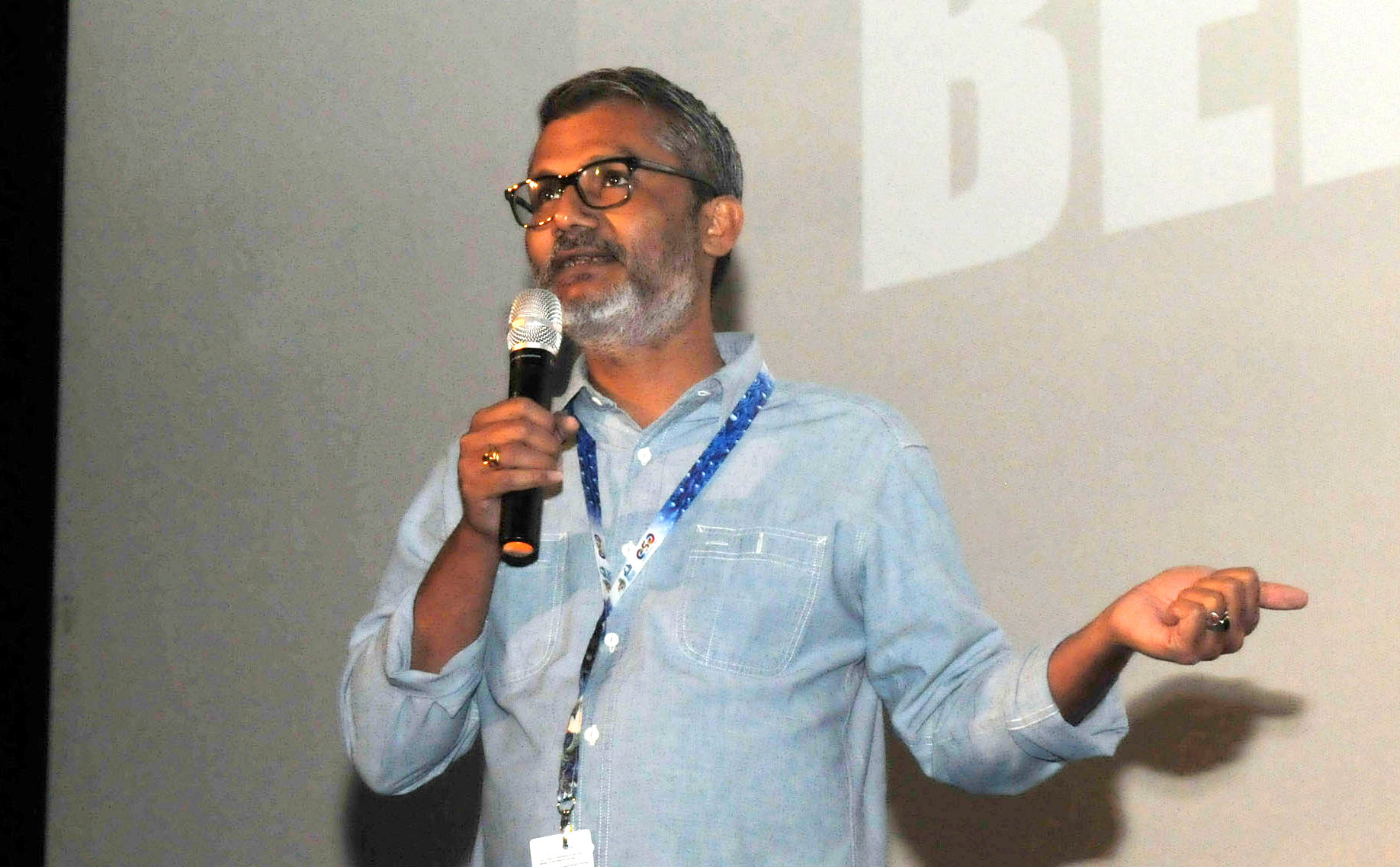
ニテーシュ・ティワーリー

『きっと、またあえる』は批評家から好意的な評価を得ている。Rotten Tomatoesでは12件の批評が寄せられ支持率58%となっている。Rediff.comのスカンニャー・ヴァルマーは3.5/5の星を与え、「自分自身の欠点を振り返るには良い時間だ」と批評している。ザ・タイムズ・オブ・インディアのシュリーパルナ・セーングプタは3.5/5の星を与え、スシャント・シン・ラージプート、シュラッダー・カプール、ヴァルン・シャルマ、ターヒル・ラージ・バシンの演技を賞賛した。映画の内容については予測可能な脚本であり、物語のペースも遅かったと指摘したが、映画で描かれたアカデミック・サクセスのテーマが若者や親たちの共感を得たと批評し、「『きっと、またあえる』は目的地よりも旅をすること自体の重要性を提示しており、さらに負けることは勝つことと同じくらい大切な人生の教訓であることを描いています。この映画は多くの点で高い評価を得ており、一見の価値があります」と述べている。ヒンドゥスタン・タイムズのモニカ・ラーワル・ククレージャは、「スシャント・シン・ラージプートとシュラッダー・カプールの主演映画は魅力的な物語とフラッシュバックのシークエンスをもって、あなたが過ごした大学時代の日々というノスタルジアの旅に連れて行くことでしょう」と批評している。ラジーヴ・マサンドは3.5/5の星を与え、「あなたは恐らく、映画の中に自分自身の若者時代の痕跡と思い出を見付けることでしょう」と批評している。DNAインディアのプラチタ・パーンデーは3.5/5の星を与え、「『きっと、またあえる』は勝ち負けという人生の戦いにおいて、最も重要なのは人生そのものだということを教えてくれる」と批評し、映画を「ノスタルジックの旅」と表現した。エコノミック・タイムズは3.5/5の星を与え、映画を「社会的メッセージの込められた好ましい映画」と表現し、物語には「ノスタルジックで心温まる瞬間、男子学生たちのジョーク、大笑いを誘う楽しい瞬間」が数多く含まれていると批評している。
ニューヨーク・タイムズのレイチェル・ソルツは「プログラム的で甲斐性のない映画」と酷評し、インディア・トゥデイのヴィバー・マルは2.5/5の星を与えて「『きっと、うまくいく』とは違う映画」と批評している。インディアン・エクスプレスのシャリニ・ランゲルは1.5/5の星を与え、スシャントの演技を批判して「期待外れの鑑賞料となった」と酷評した。アンナ・M・M・ヴェティカドは1.75/5の星を与え、「『きっと、うまくいく』を二日酔いにした寄せ集め映画」と酷評している。デカン・クロニクルのアルナブ・バナルジーは2.5/5の星を与え、脚本と演出を批判する一方、「数人のキャラクターは、まともな俳優が演じていた」と批評している。ザ・ヒンドゥーのケニス・ロザリオは、『きっと、またあえる』を努力の末に成功・勝利を収めた『ダンガル きっと、つよくなる』のアンチテーゼ的な作品として位置付けている。

### 受賞・ノミネート
| 映画賞                                               | 部門                   | 対象                                                                             | 結果       | 出典          |
| ---------------------------------------------------- | ---------------------- | -------------------------------------------------------------------------------- | ---------- | ------------- |
| 第65回フィルムフェア賞                               | 作品賞                 | きっと、またあえる                                                               | ノミネート | [ 37 ] [ 38 ] |
| 第65回フィルムフェア賞                               | 監督賞                 | ニテーシュ・ティワーリー                                                         | ノミネート | [ 37 ] [ 38 ] |
| 第65回フィルムフェア賞                               | 原案賞                 | ニテーシュ・ティワーリー、ピユーシュ・グプタ、ニキル・マルホートラ               | ノミネート | [ 37 ] [ 38 ] |
| 第65回フィルムフェア賞                               | 台詞賞                 | ニテーシュ・ティワーリー、ピユーシュ・グプタ、ニキル・マルホートラ               | ノミネート | [ 37 ] [ 38 ] |
| 第65回フィルムフェア賞                               | 編集賞                 | チャール・シュリー・ロイ                                                         | ノミネート | [ 37 ] [ 38 ] |
| 第21回国際インド映画アカデミー賞                     | 原案賞                 | ニテーシュ・ティワーリー、ピユーシュ・グプタ、ニキル・マルホートラ               | ノミネート | [ 39 ]        |
| 第12回ミルチ音楽賞                                   | 作曲賞                 | サミール・ウッディーン                                                           | ノミネート | [ 40 ]        |
| 第67回国家映画賞                                     | ヒンディー語長編映画賞 | ナディアドワーラー・グランドサン・エンターテインメント、ニテーシュ・ティワーリー | 受賞       | [ 41 ]        |
| ニコロデオン・キッズ・チョイス・アワード・インディア | フェイバリット作品賞   | きっと、またあえる                                                               | 受賞       | [ 42 ]        |
| ニコロデオン・キッズ・チョイス・アワード・インディア | フェイバリット女優賞   | シュラッダー・カプール                                                           | 受賞       | [ 42 ]        |
| 第26回スター・スクリーン・アワード                   | 批評家選出作品賞       | きっと、またあえる                                                               | ノミネート |               |
| 第26回スター・スクリーン・アワード                   | 批評家選出主演男優賞   | スシャント・シン・ラージプート                                                   | ノミネート |               |
| 第26回スター・スクリーン・アワード                   | 助演男優賞             | ヴァルン・シャルマ                                                               | ノミネート |               |
| ジー・シネ・アワード                                 | 監督賞                 | ニテーシュ・ティワーリー                                                         | ノミネート | [ 43 ]        |
| ジー・シネ・アワード                                 | 原案賞                 | ニテーシュ・ティワーリー、ピユーシュ・グプタ、ニキル・マルホートラ               | ノミネート | [ 43 ]        |
| ジー・シネ・アワード                                 | 脚本賞                 | ニテーシュ・ティワーリー、ピユーシュ・グプタ、ニキル・マルホートラ               | ノミネート | [ 43 ]        |
| ジー・シネ・アワード                                 | 主演女優賞             | シュラッダー・カプール                                                           | ノミネート | [ 43 ]        |